# أوليفر جي. سنو
أوليفر جي. سنو (بالإنجليزية: Oliver G. Snow)‏ هو سياسي أمريكي، ولد في 20 فبراير 1849، وتوفي في 13 أغسطس 1931.